# Malcolm Champion
Malcolm Champion, né le 10 novembre 1882 et décédé le 26 juillet 1939, est un nageur néo-zélandais. Il est le premier représentant de son pays aux Jeux olympiques en natation, et est le premier champion olympique néo-zélandais.
Lors des Jeux olympiques de 1912 disputés à Stockholm où il est le porte-drapeau pour l'Australasie, il remporte une médaille d'or au relais 4 x 200 m nage libre, battant au passage le record du monde. 

## Palmarès
- médaille d'or au relais 4 x 200 m nage libre aux Jeux olympiques de Stockholm en 1912 (pour l'Australasie)